# 쇼핑왕 루이
《쇼피와 룩이》는 2016년 9월 21일부터 2016년 11월 10일까지 MBC에서 방영된 수목 미니시리즈이다.

## 내용
복잡한 소비의 도시, 서울 한복판에 떨어진 온실 속 기억상실남 ‘쇼핑왕 루이’와 오대산 날다람쥐 넷맹녀 ‘고복실’의 파란만장 서바이벌 로맨틱 코미디.

## 등장인물

### 주요 인물
- 서인국 : 루이 / 강지성 역 (아역 : 김승한)
- 남지현 : 고복실 역 (아역 : 금서연)
- 윤상현 : 차중원 역
- 임세미 : 백마리 역 (아역 : 이효린)

### 루이의 주변 인물
- 김영옥 : 최일순 역
- 김선영 : 허정란 역
- 엄효섭 : 김호준 역

### 고복실의 주변 인물
- 류의현 : 고복남 역 (아역 : 송민재)
- 강지섭 : 남준혁 역

### 차중원의 주변 인물
- 남명렬 : 차수일 역
- 김보연 : 신영애 역

### 백마리의 주변 인물
- 윤유선 : 홍재숙 역
- 김규철 : 백선구 역

### 옥탑방 이웃
- 오대환 : 조인성 역
- 황영희 : 황금자 역

### 골드라인닷컴
- 김병철 : 이경국 역
- 이재균 : 변도진 역
- 미람 : 박혜주 역
- 차청화 : 권미영 역

### 그 외 인물들
- 류태호 : 주 이사 역
- 손영순 : 고복실의 할머니 역
- 박승태 : 기차 할머니 역
- 이정성 : 이사 역
- 정두겸 : 의사 역
- 안수호 : 심마니 역
- 옥주리 : 토스트 아줌마 역
- 유금 : 집주인 역
- 정종우
- 김늘메 : 보이스피싱 역
- 최윤준 : 열쇠공 역
- 전해룡 : 버스기사 역
- 천예원
- 안성건
- 민복기
- 정명준
- 금광산
- 김민식 : 구 실장 역
- 최나무
- 손선근
- 임강헌
- 서병덕
- 당현석
- 오승찬
- 장태훈
- 김재흠
- 손승국
- 임욱진
- 고은이
- 설창희
- 이효린
- 박지원
- 이원진 : 연구원 역
- 박솔로몬
- 정강희 : 거지 역
- 김혜윤 : 불량 학생 삼총사 송연아 역

### 특별 출연
- 채수빈 : 왕몽실 역

## 시청률
최저 시청률과 최고 시청률은 시청률 조사회사와 지역별로 시청률에 차이가 있을 수 있습니다.
| 2016년      | 2016년      | 2016년                                                              | 2016년         | 2016년       | 2016년         | 2016년       |
| 회차        | 방송일      | 부제                                                                | TNmS 시청률    | TNmS 시청률  | AGB 시청률     | AGB 시청률   |
| 회차        | 방송일      | 부제                                                                | 대한민국(전국) | 서울(수도권) | 대한민국(전국) | 서울(수도권) |
| ----------- | ----------- | ------------------------------------------------------------------- | -------------- | ------------ | -------------- | ------------ |
| 제1회       | 9월 21일    | Pick Me                                                             | 5.4%           | 6.3%         | 5.6%           | 6.5%         |
| 제2회       | 9월 22일    | A Whole New World 나의 새로운 세상                                  | 6.3%           | 5.9%         | 6.2%           | 7.0%         |
| 제3회       | 9월 28일    | She 그녀                                                            | 7.4%           | 7.7%         | 7.0%           | 7.3%         |
| 제4회       | 9월 29일    | Memory 나의 기억                                                    | 8.5%           | 8.5%         | 7.8%           | 8.4%         |
| 제5회       | 10월 6일    | Starry, Starry Night 별이 빛나는 밤에                               | 8.2%           | 8.1%         | 8.4%           | 9.1%         |
| 제6회       | 10월 12일   | I was born to love you 그대를 사랑하기 위해 태어난, 나              | 9.9%           | 11.4%        | 8.8%           | 9.3%         |
| 제7회       | 10월 13일   | Perhaps Love 아마도, 사랑                                           | 10.1%          | 10.8%        | 10.0%          | 10.4%        |
| 제8회       | 10월 19일   | Be My Baby 내 사랑이 되어줘                                         | 10.4%          | 11.4%        | 9.7%           | 10.0%        |
| 제9회       | 10월 20일   | Can't smile without you 너 없인 웃을 수 없어                        | 11.5%          | 13.1%        | 10.7%          | 11.3%        |
| 제10회      | 10월 26일   | 내 마음을 비추는, 이 달빛(월량대표아적심) 내 마음을 비추는, 이 달빛 | 10.9%          | 11.9%        | 10.2%          | 10.4%        |
| 제11회      | 10월 27일   | 夢中人(몽중인) 꿈속의 그대                                          | 11.1%          | 11.2%        | 10.5%          | 10.9%        |
| 제12회      | 11월 2일    | Reality 꿈은 곧, 현실                                               | 11.4%          | 11.4%        | 11.0%          | 11.4%        |
| 제13회      | 11월 3일    | This is the moment 지금 이 순간                                     | 11.4%          | 12.8%        | 10.0%          | 10.6%        |
| 제14회      | 11월 9일    | The Winner Takes It All 승자독식                                    | 8.8%           | 9.4%         | 10.4%          | 11.1%        |
| 제15회      | 11월 10일   | My way 나의 찬란한 삶                                               | 10.9%          | 11.7%        | 9.7%           | 10.3%        |
| 제16회      | 11월 10일   | When you wish upon a star 별에게, 소원을...                         | 9.2%           | 9.3%         | 8.9%           | 9.7%         |
| 평균 시청률 | 평균 시청률 | 평균 시청률                                                         | 9.5%           | 10.3%        | 9.0%           | 9.6%         |

## 결방 사유 및 편성 변경
- 2016년 10월 5일 : 2016 DMC페스티벌 《여러분의 선택! 복면가왕》 방송으로 결방
- 2016년 11월 10일 : 밤 10시부터 2회 연속방송 (15회, 16회)

## 수상
- 2016년 제 11회 아시아 드라마 컨퍼런스 배우부문 특별표창 서인국
- 2016년 MBC 연기대상 미니시리즈 부문 남자 우수연기상 서인국
- 2016년 MBC 연기대상 미니시리즈 부문 여자 황금연기상 임세미
- 2016년 MBC 연기대상 여자 신인상 남지현

## 동시간대 타방송 드라마
KBS 수목드라마
- 《공항 가는 길》 : (2016년 9월 21일 ~ 2016년 11월 10일)

SBS 드라마 스페셜
- 《질투의 화신》 : (2016년 8월 24일 ~ 2016년 11월 10일)